# جورج برگر
جورج برگر (انگلیسی: Jörg Berger; ۱۳ اکتبر ۱۹۴۴ – ۲۳ ژوئن ۲۰۱۰) بازیکن فوتبال اهل آلمان بود.
از باشگاه‌هایی که در آن بازی کرده‌است می‌توان به باشگاه فوتبال لوکوموتیو لایپزیگ اشاره کرد.